# Yankee Candle

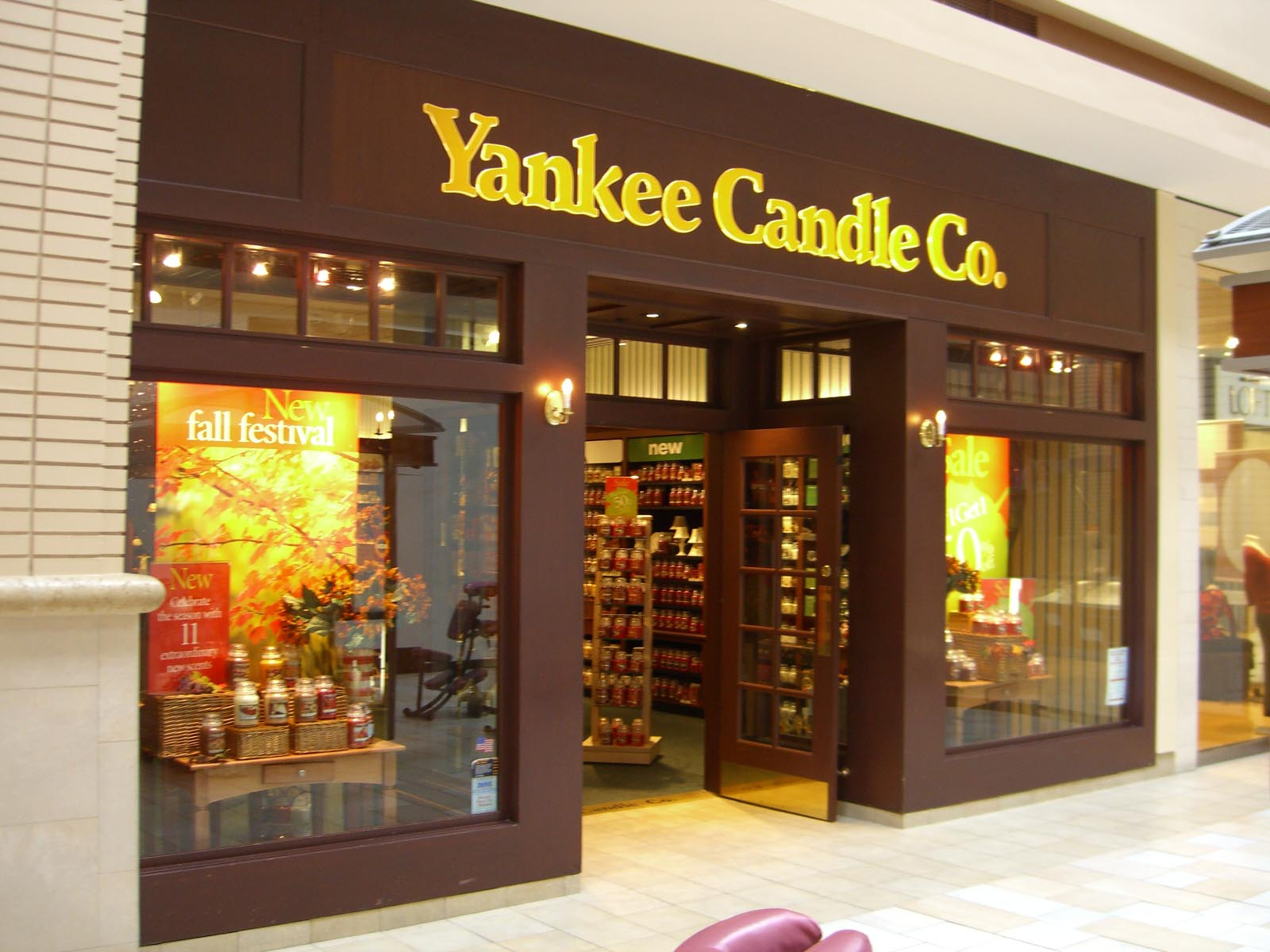
Shop im Newport Center Mall, New Jersey

Das Unternehmen Yankee Candle Company Inc. ist nach eigenen Angaben der größte Hersteller für Duftkerzen innerhalb der USA. Der Hauptsitz des Unternehmens befindet sich in South Deerfield im Bundesstaat Massachusetts.

## Geschichte
Der Beginn der Unternehmensgeschichte geht auf das Jahr 1969 zurück, als der damals 16-jährige Michael Kittredge seine erste Kerze aus geschmolzenen Wachsresten als Geschenk für seine Mutter herstellte. Auf Nachfrage produzierte Kittredge mehr seiner handgemachten Kerzen und begann, diese zu verkaufen.
Mit Hilfe seiner High School Freunde Donald MacIver und Susan Obremski gründete er das Unternehmen Yankee Candle. Die erste kleine Fabrik entstand mit Unterstützung des Vaters von Susan Obremski in Holyoke in Massachusetts. 1975 wurde der erste Yankee Candle Shop eröffnet. 1983 zog das Unternehmen an den heutigen Firmensitz South Deerfield um.
Als Michael Kittredge 1993 an Krebs erkrankte, übergab er die Firma an einen Freund und Mitarbeiter. 1998 verkaufte er die Yankee Candle Company für 500 Mio. USD an das New Yorker Private-Equity-Unternehmen Forstman Little. Forstman Little brachte das Unternehmen 1999 an der New Yorker Stock Exchange an die Börse. Mittlerweile beschäftigt Yankee Candle mehr als 6000 Mitarbeiter weltweit.
2006 kaufte das Unternehmen Yankee Candle die Firma Illuminations hinzu. Im Jahr 2009 wurde für beide Marken ein Online-Shop in den USA eröffnet.
Im Februar 2007 wurde die Yankee Candle Company Inc. an die Private-Equity-Gruppe Madison Dearborn Partners LLC für rund 1,75 Milliarden USD verkauft.

## Unternehmen und Produkte

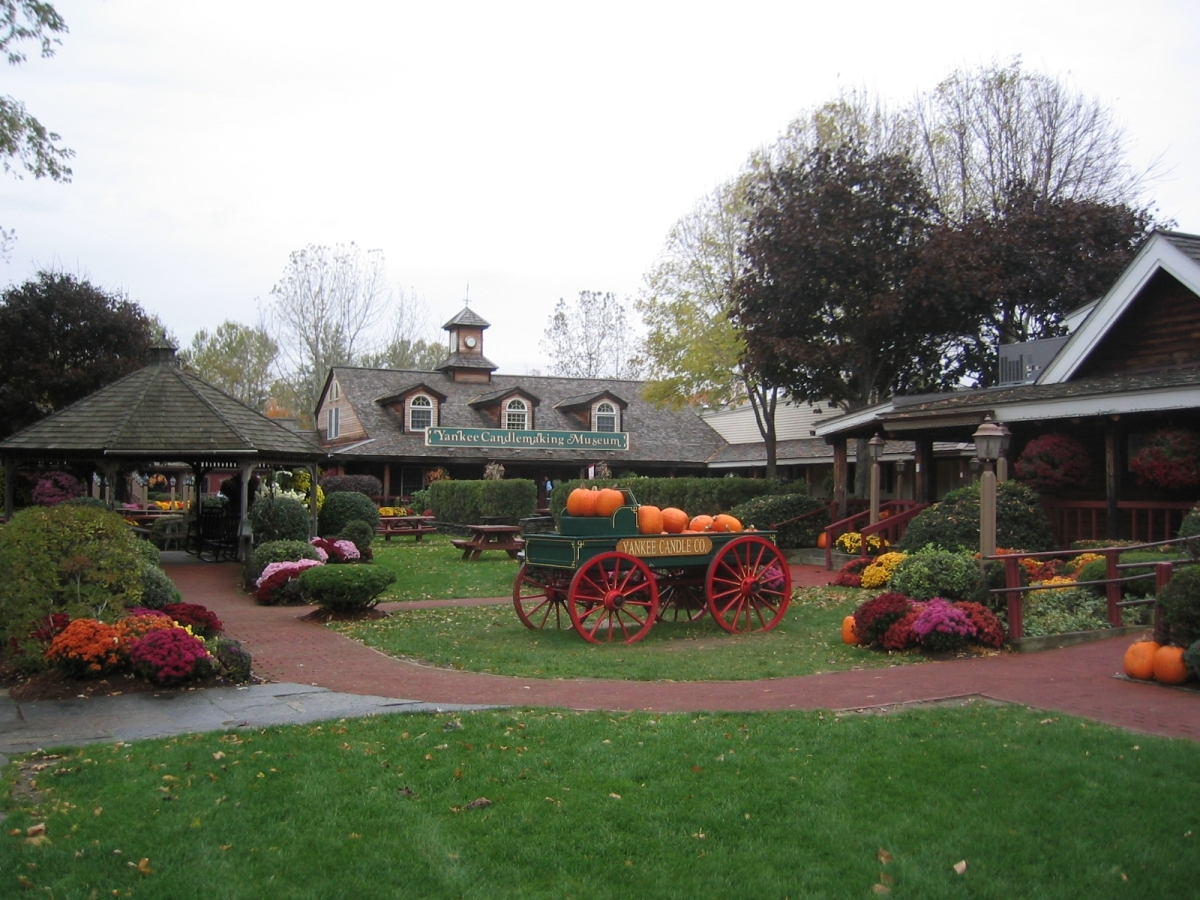
Gelände vor dem Museum zur Kerzenherstellung (Candle making museum)

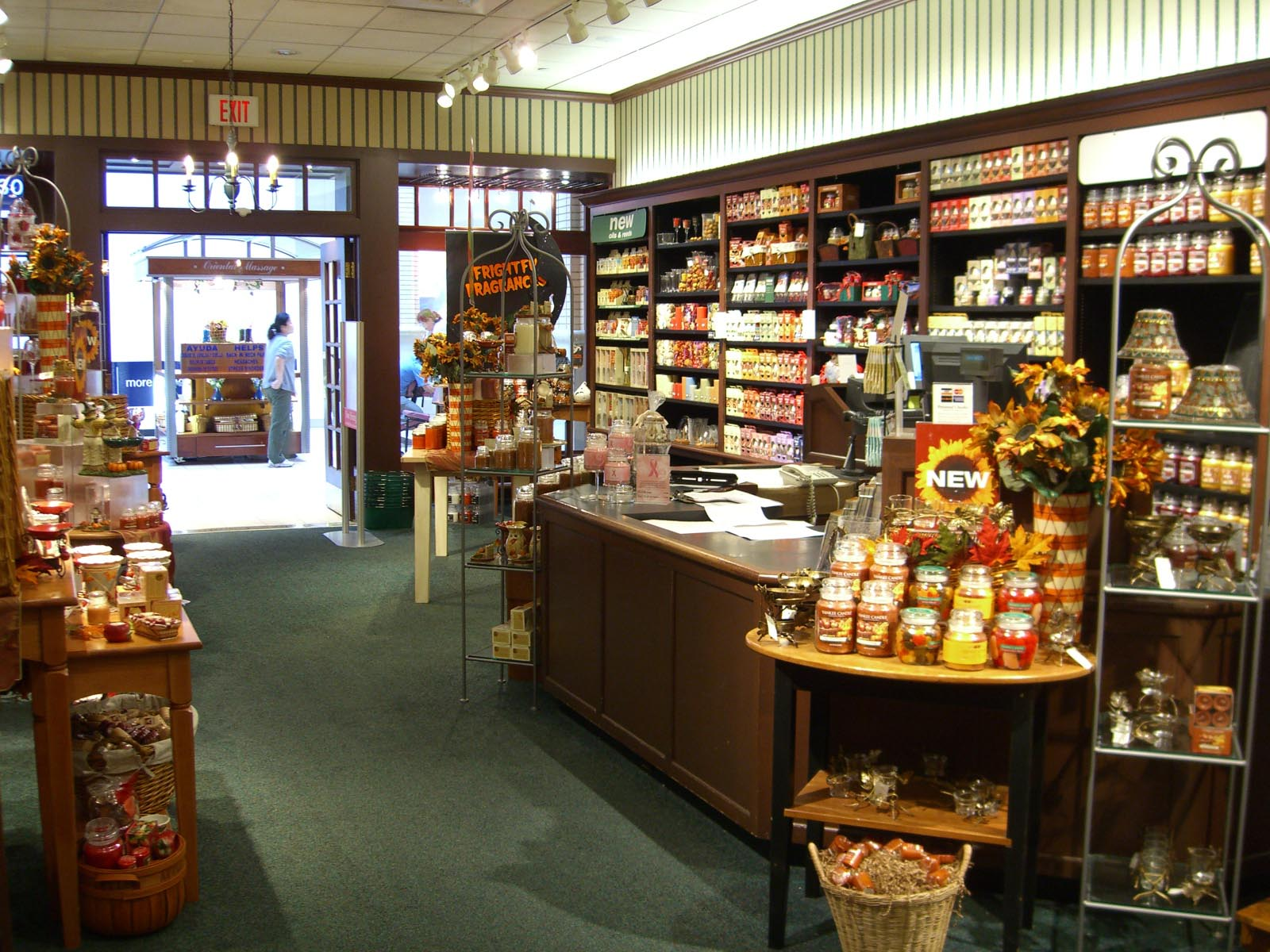
Innenansicht im Yankee Candle Shop in der Newport Center Mall in Jersey City, New Jersey

In den USA betreibt Yankee Candle mittlerweile über 500 eigene Shops, darunter auch einige Flagship Stores mit rund 10.000 m² Verkaufsfläche. Yankee Candle Duftkerzen sind darüber hinaus bei fast 20.000 externen Verkaufsstellen in den USA erhältlich.
Die Yankee Candle Duftkerzen und andere Duftartikel werden in verschiedenen Varianten angeboten. 
Mittlerweile sind Yankee Candle Duftkerzen in jedem westeuropäischen Land erhältlich. Online erhältliche Produkte werden ausschließlich von autorisierten Händlern vertrieben.
Die Belieferung des gesamten europäischen Marktes läuft zentral über die englische Niederlassung von Yankee Candle in Bristol.